# Matilda Ziegler
Matilda F. E. Ziegler (Ashford, 23 de julho de 1964) é um atriz, produtora e dubladora britânica, conhecida por seus papéis como Irma Gobb em Mr. Bean e Donna Ludlow na série de longa duração EastEnders, da BBC1.

## Carreira
O primeiro papel de Ziegler na televisão continua sendo o mais conhecido. Com vinte e poucos anos, entre 1987 e 1989, ela apareceu em EastEnders, interpretando a intrigante Donna Ludlow, filha ilegítima de Kathy Beale ( Gillian Taylforth ). Depois de tentar se reunir com sua mãe e ser imediatamente rejeitada por ela, Donna contendeu com a prostituição, uma tentativa de estupro coletivo, um vício em heroína e finalmente o suicídio (morrendo de overdose de heroína).
As cenas finais da morte do personagem de Ziegler, que morreu sufocada com seu próprio vômito, foram saudadas como uma das mais poderosas imagens antidrogas já exibidas no programa. Depois de deixar EastEnders em abril de 1989, Ziegler estrelou a sitcom da ITV Mr. Bean, onde interpretou vários personagens, incluindo Irma Gobb, a namorada do personagem título.
Outros créditos na televisão incluem Harbor Lights (1999), atuando ao lado de Nick Berry, que também interpretou seu interesse amoroso, Simon Wicks, em EastEnders; Where the Heart Is (2000); Holby City (2003); Casualty; An Unsuitable Job for a Woman (1998), e o drama policial da ITV, The Bill (2003), entre outros. Ela também desempenhou papéis nos filmes Decadence (1994), Jilting Joe (1998) e City Slacker (2012).
Ziegler interpretou Ruth, esposa do vendedor de carros Toni, na sitcom da BBC Swiss Toni (2003-2004). Ela também apareceu no drama vencedor do prêmio BAFTA, Sex Traffic (2004). Em 2005, ela interpretou Christine Miller na quarta série de The Inspector Lynley Mysteries, e em 2007, ela estrelou o drama médico BBC Birmingham / BBC One Médicos . Ela fez o papel de Pearl Pratt, nas adaptações da BBC de Lark Rise para a Candleford de 2008 a 2011.
Ela apareceu em um episódio de Outnumbered e um episódio de Death in Paradise (2013). Em 2015, ela apareceu em um episódio de Foyle's War , e no sexto episódio da quarta temporada de Call the Midwife. Ela reprisa seu papel como Irma Gobb expressando-a em Mr. Bean: The Animated Series, começando em 2002 a 2004, e na série revivida desde 2015 até hoje.

## Vida pessoal
Em julho de 2004, Ziegler se casou com o ator Louis Hilyer. Eles se conheceram quando apareceram na produção londrina de uma produção de Stephen Daldry, The Great Pretenders. Desde então, eles vêm trabalhado juntos em vários projetos. Ziegler é diretora associada da Norwich School. O casal têm três filhos.